# Priapella olmecae
Priapella olmecae (ook wel Olmeeks blauwoogje of Olmeken blauwoogje genoemd) is een straalvinnige vis uit de familie levendbarende tandkarpers. Het is een nog niet echt bekende soort in aquaria.

## Verspreiding
Deze soort heeft een klein verspreidingsgebied en komt slechts voor in een aantal stroompjes uit de los Tuxlas bergen in de staat Veracruz (Mexico). Deze stroompjes bevinden zich ten noorden van het Catemaco meer in de buurt van het plaatsje Playa Agua Fria. Een van die stroompjes wordt door de kinderen daar Rio de la Basura genoemd, wat Rivier van de Vuilnis betekent.

## Kenmerken
De soort heeft een hoge lichaamsbouw en een bovenstandige bek. De ongepaarde vinnen bezitten een fraai oranje rand. Het lichaam is niet echt fraai gekleurd maar is iriserend en geeft het lichaam een paarsblauwe glans. De iris is hetzelfde als alle Priapella soorten, op het kieuwdeksel bevindt zich een blauwe vlek. De mannetjes hebben vanaf de staartwortel tot aan het gonopodium een kiel aan de onderkant van het lichaam. Deze kiel bestaat uit opstaande schubben. De fraaie kleuren maken de soort tot de mooiste vertegenwoordiger van het genus (Geslacht). Priapella olmecae wordt ongeveer 6 centimeter lang, de mannetjes blijven enkele centimeter kleiner.

## Kweek en verzorging
Priapella olmecae heeft net als veel Xiphophorus soorten veel behoefte aan levend voedsel. Zolang het water rond de 23 graden is en er veel stroming in het water is waar de visjes tegenin kunnen zwemmen, in een bak met een groot oppervlak van 80 tot 100 cm, zal dit visje jongen werpen. Priapellas eten graag hun jongen op, dus is het belangrijk wanneer een zwanger vrouwtje wordt gesignaleerd, deze apart te zetten in een eventueel vol beplante bak.
Priapella olmecae is een in groepen levende vis, dus is van belang om deze in groepen te houden van minimaal 3-7 exemplaren. Ieder vrouwtje kan zo rond de 25 jongen per keer werpen, het duurt dan 6 maanden voordat de visjes geslachtsrijp zijn.

## Opmerkelijk baltsgedrag
Tijdens de balts zwemmen de mannetjes zigzaggend voor hun partner langs, zodat beide zijden van het lichaam aan het vrouwtje worden getoond. De vinnen worden dan gespreid en het gonopodium af en toe naar voren wordt gedraaid. Indien het vrouwtje bereid is om te Copuleren, blijft ze in het water hangen, zodat het mannetje haar kan bevruchten. Er kon dan enige rondkolkende bewegingen worden gemaakt, waarbij de kop in de richting van het achterlichaam van het vrouwtje komt. Vrouwtjes die niet willen copuleren (paren), zwemmen weg of drukken zichzelf tegen de bodem aan.
1. ↑  (en) Priapella olmecae op de IUCN Red List of Threatened Species.